# Zeche Schwelm

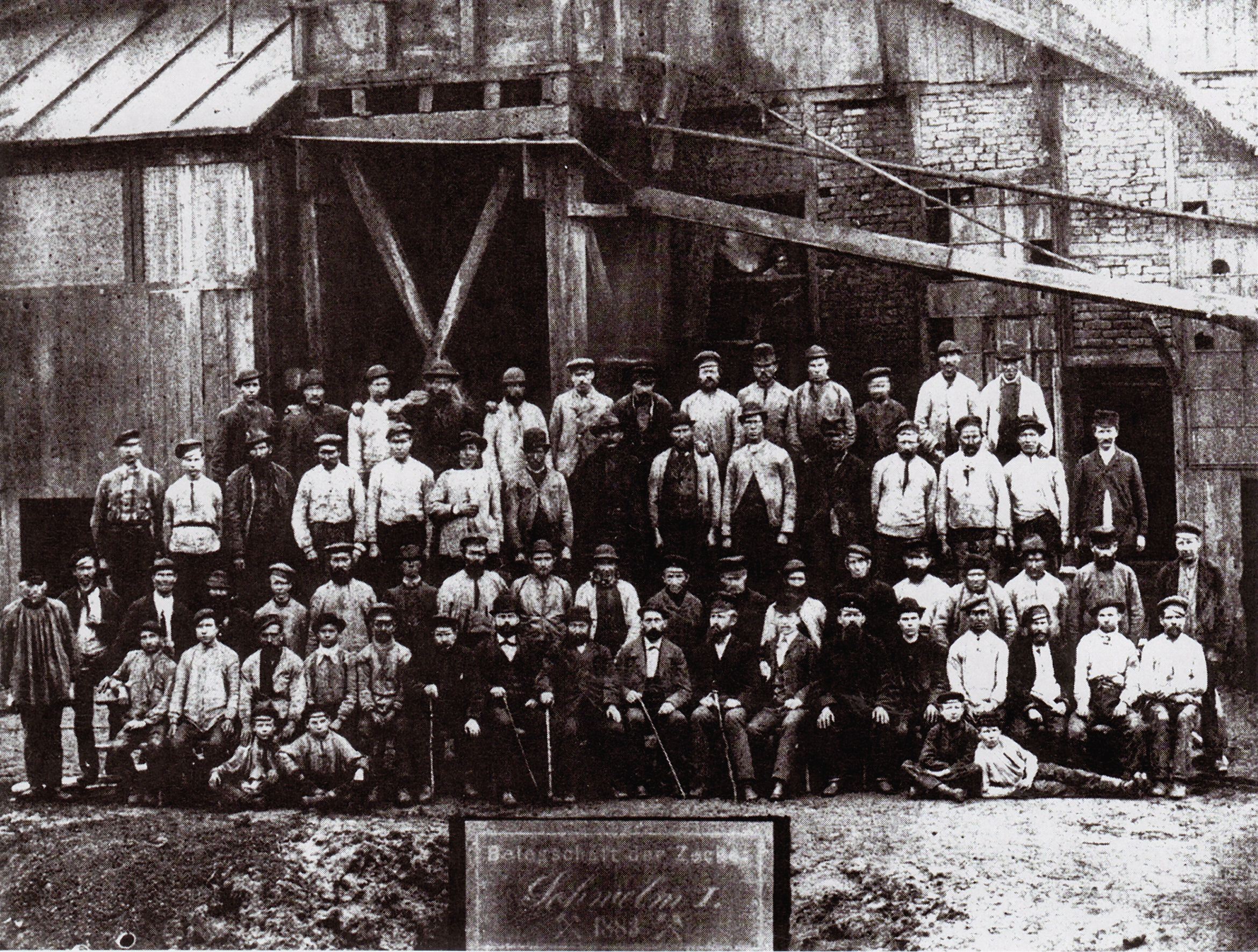
Belegschaft der Zeche Schwelm, 1883

Die Zeche Schwelm war ein Untertage-Bergwerk in Schwelm, in dem Schwefelkies im Tagebau gefördert wurde. Auch wurde Brauneisenstein mit einem Eisengehalt von 38 bis 40 % abgebaut. Betreiber war die Harkort’sche Bergwerke und chemische Fabriken AG. Sie florierte ab 1870. Durch den Bergbau versiegte der Schwelmer Gesundbrunnen in den 1880er Jahren. 1891 wurde sie wegen zurückgehender Fördermengen geschlossen. Die Gesamtfördermenge der Grube Schwelm dürfte nach den Förderzahlen in der Zeitschrift für das Berg-, Hütten und Salinen-Wesen im preussischen Staate 1867 bis 1888 bei etwa 250.000 t Schwefelkies gelegen haben. Während des Betriebs wurde nicht verwendbares Gestein, hauptsächlich Kalkstein, auf einer Abraumhalde, den Roten Bergen, gelagert. Der Haldenbereich wurde erst in den 1970er Jahren saniert.
Der Steiger Stroth aus Schwelm fand eine kreiselförmige Schnecke, die von Emanuel Kayser aus Marburg 1889 erstbeschrieben wurde und als Strothia schwelmensis bekannt ist.